# Heizkraftwerk Kirchdorf
Das Heizkraftwerk Kirchdorf ist ein Biomasse-Heizkraftwerk in Kirchdorf am Haunpold mit einer Feuerungsleistung von ca. 10 MW, aus der in Kraft-Wärme-Kopplung ca. 1,5 MW elektrische Leistung und 6,7 MW Heizleistung gewonnen werden. Die Heizwärme wird zum Trocknen von Grünfutter, Mais und Feuerholz verwendet.
Ungewöhnlich an der Anlage ist vor allem, dass der Kreisprozess als ORC-Prozess mit Thermoöl statt als Wasser-Dampf-Kreislauf ausgeführt ist (Hersteller: Adoratec).
Nach der Insolvenz des ursprünglichen Erbauers Grünfuttertrocknungsgenossenschaft Kirchdorf im Jahr 2015 stand die Anlage bis zur Übernahme durch die Firma Dettendorfer still. Diese hat das Kraftwerk nach einigen Umbau- und Optimierungsmaßnahmen gemeinsam mit der Grünfuttertrocknungsanlage im Jahr 2017 wieder in Betrieb genommen.